# ويليام جوشوا بلاكمون
ويليام جوشوا بلاكمون (بالإنجليزية: William Joshua Blackmon)‏ هو رسام أمريكي، ولد في 20 أبريل 1921 في ألبيون في الولايات المتحدة، وتوفي في 8 فبراير 2010 في ديترويت في الولايات المتحدة.